# HMAS Launceston (FCPB 207)
Pour les articles homonymes, voir HMAS Launceston.
Le HMAS Launceston (FCPB 207), nommé d’après la ville de Launceston (Tasmanie), était un patrouilleur de classe Fremantle de la Royal Australian Navy (RAN).

## Conception et construction
À partir de la fin des années 1960, la planification d’une nouvelle classe de patrouilleurs pour remplacer la classe Attack a commencé, avec des conceptions visant à une meilleure tenue à la mer, un équipement et des armes plus modernes. Les navires de classe Fremantle avaient un déplacement de 220 tonnes à pleine charge, mesuraient 41,9 mètres de longueur hors tout, ils avaient une largeur de 7,39 mètres, et un tirant d'eau maximal de 1,75 mètre. Les navires de classe Fremantle étaient 28 % plus longs et 50 % plus lourds que leurs prédécesseurs. Leur propulsion principale se composait de deux moteurs Diesel de la série MTU 538, qui fournissaient une puissance de 3200 chevaux (2400 kW) aux deux arbres d'hélice. L’échappement n’était pas expulsé par une cheminée, comme sur la plupart des navires, mais par des évents sous la ligne de flottaison. Les patrouilleurs pouvaient atteindre une vitesse maximale de 30 nœuds (56 km/h) et avaient une autonomie maximale de 5000 milles marins (9300 km) à 5 nœuds (9,3 km/h). L’équipage se composait de 22 personnes.
Chaque patrouilleur était armé d’un seul canon Bofors 40 mm L/60 monté à l’avant comme armement principal, complété par deux mitrailleuses Browning M2 de calibre .50 et un mortier de 81 mm,, mais le mortier a été retiré de tous les navires à la fin des années 1990. À l’origine, l’arme principale devait être constituée de deux canons de 30 mm sur un affût double, mais les Bofors reconditionnés ont été sélectionnés pour réduire les coûts. Des dispositions ont été prises pour installer un armement amélioré plus tard dans la carrière de la classe, mais cela ne s’est pas produit,.

## Carrière
Le HMAS Launceston a été mis en chantier le 29 mars 1980 par NQEA à Cairns, dans le Queensland. Il fut lancé le 23 janvier 1982 et mis en service dans la RAN le 1er mars 1982.
Le HMAS Launceston a été désarmé à Darwin le 8 septembre 2006. Le patrouilleur a été démantelé à Darwin en 2006 et 2007, pour un coût de 450 000 dollars pour le gouvernement australien.